# Paraheliophanus napoleon
Paraheliophanus napoleon es una especie de arañas araneomorfas de la familia Salticidae.

## Distribución geográfica
Es endémica de la isla Santa Elena.

## Estado de conservación
Debido al menguamiento de su hábitat natural, este arácnido esta ligeramente comprometido